# A. 에드워드 서덜랜드

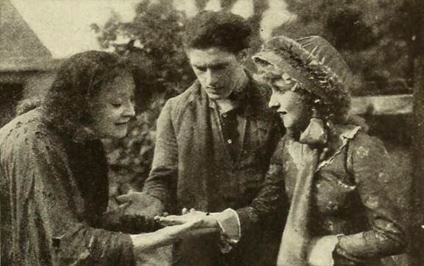

A. 에드워드 서덜랜드(A. Edward Sutherland, 1895년 1월 5일 ~ 1973년 12월 31일)는 영국의 영화 감독, 배우, 영화배우이다.
런던에서 태어났으며 팜스프링스에서 사망하였다.

## 영화
- 폴로우 더 보이즈 (1944년)
- 딕시 (1943년)
- 싱 유어 워리스 어웨이 (1942년)
- 더 보이즈 프롬 시러큐스 (1940년)
- 비욘드 투마로우 (1940년)
- 제노비아 (1939년)
- 미시시피 (1935년)
- 동물원 속의 살인자 (1933년)
- 투 머치 하모니 (1933년)
- 펄미 데이즈 (1931년)
- 파라마운트 온 퍼레이드 (1930년)
- 클로즈 하모니 (1929년)
- 포인트 힐스 (1929년)
- 댄스 오브 라이프 (1929년)
- 저스트 아웃사이드 더 도어 (1921년)